# Xentrix
Xentrix (произносится как Зентрикс) — британская трэш-метал-группа из Престона. Группа была образована в 1984 году под названием Sweet Vengeance. Они изменили своё название на Xentrix в 1988 году и выпустили четыре альбома — Shattered Existence (1989), For Whose Advantage? (1990), Kin (1992) и Scourge (1996) — до распада в 1997 году. После краткого воссоединения в 2005—2006 годах, Xentrix реформировались в 2013 году и выпустили свой первый за 23 года альбом Bury the Pain в 2019 году. Как часть андеграундной метал-сцены конца 1980-х и начала-середины 1990-х, Xentrix упоминается в роли одной из «большой четвёрки» английского трэш-метала, наряду с Acid Reign, Onslaught и Sabbat.

## История
Xentrix назывались Sweet Vengeance с 1984 по 1988 год. Группа привлекла внимание пятизвездочной оценкой журнала Kerrang!, и Roadrunner Records затем связались с группой, спросив их, почему они не прислали им копию демозаписи, и устроили прослушивание с группой. После прослушивания группа подписала контракт с лейблом и летом 1989 года записала свой первый альбом Shattered Existence. Группа гастролировала с Sabbat в поддержку альбома.
В 1990 году группа столкнулась с небольшим скандалом вокруг выпуска их кавера на заглавную тему «Охотников за привидениями» Рэя Паркера младшего, в котором в оригинальном оформлении сингла несанкционированно использовался логотип «Охотников за привидениями». Впоследствии сингл был переиздан с другой обложкой.
Группа достигла новых высот, когда они выступили на разогреве у трэш-метал группы Testament. Позже в том же году они записали свой второй альбом For Whose Advantage?, который вызвал к ним ещё больший интерес, а также было выпущено их первое музыкальное видео на заглавный трек альбома. Xentrix продвигали For Whose Advantage? во время тура со Skyclad, а также отыграли концерты с такими группами, как Slayer и Sepultura.
В 1992 году группа решила выбрать другое направление на своём новом альбоме Kin, добавив элементы прогрессивного пауэр-метал в своей музыке. Альбом получил одобрение критиков, и был снят клип на «The Order of Chaos», транслировавшийся по MTV, а для продвижения альбома Xentrix отправились в тур с Tankard.
После небольшого перерыва и замены Криса Эстли на Саймона Гордона и Энди Радда на вокале и гитаре соответственно, Xentrix вернулись в 1996 году со своим четвертым альбомом Scourge. Группа распалась вскоре после его выпуска, сославшись на снижение популярности на британской метал-сцене.
В 2005 году Xentrix объявили, что они воссоединятся в своем классическом составе на небольшое количество концертов. Весной 2006 года они отыграли несколько концертов в Великобритании, в том числе одно с недавно воссоединившимися Onslaught и Evile. Несмотря на положительную реакцию на эти два концерта, в сентябре Xentrix объявили, что они снова распались.
4 февраля 2013 года на странице Evile в Facebook было объявлено, что воссоединившаяся Xentrix присоединится к Kreator и Evile в турне по Великобритании с тремя концертами в конце апреля. Изначально это был полный состав времён альбома Shattered Existence, но позже в том же году ушел басист Пол Маккензи, которого заменил Крис Шайрес. 15 февраля группа объявила, что у них в разработке новый материал.
Некоторые выступления продолжились в начале 2014 года, и 8 марта на фестивале Up The Hammers в Афинах они впервые сыграли новую песню «World of Mouth», включив её в свой сет-лист во время поддержки Overkill в их турне по Великобритании, начавшегося 13 марта в Лондоне. В октябре 2015 года Xentrix отправились в шестидневный тур по Великобритании с воссоединенными Acid Reign и Shrapnel. 14 июля 2017 года было объявлено, что Xentrix снова расстались с Крисом Астли по причине нежелания последнего быть участником группы и заменили его Джеем Уолшем, который был их большим фанатом. 27 марта 2019 года Xentrix объявили Bury the Pain названием своего первого студийного альбома за 23 года. Альбом был выпущен 7 июня 2019 года.
В июне 2019 года в интервью Metal Crypt гитарист Кристиан Хавард сообщил, что Xentrix уже начал писать продолжение к Bury the Pain. К марту 2021 года группа написала и записала не менее двенадцати песен для своего нового альбома и объявила, что в августе они будут записываться в студии.
В 2022 году группа отправилась в тур в поддержку нового альбома Seven Words  с бывшим участником Крисом Эстли, так как их нынешний фронтмен Джей Уолш вынужден остаться дома в ожидании второго ребенка в семье. 

## Состав

### Текущий состав
- Джей Уолш — вокал, ритм-гитара (2017-настоящее время)
- Кристиан Хавард — соло-гитара (1984—1997, 2005—2006, 2013-настоящее время)
- Крис Шайрес — бас-гитара (2013-настоящее время)
- Деннис Гассер — ударные (1984—1997, 2005—2006, 2013-настоящее время)

### Бывшие участники
- Крис Эстли — вокал, ритм-гитара(1984—1994, 2005—2006, 2013—2017, 2022 как концертный участник)
- Саймон Гордон — вокал (1995—1997)
- Энди Радд — гитары (1995—1997)
- Пол Маккензи — бас (1984—1997, 2005—2006, 2013)

## Дискография

### Студийные альбомы
- Shattered Existence (1989)
- For Whose Advantage? (1990)
- Kin (1992)
- Scourge (1996)
- Bury the Pain (2019)
- Seven Words (2022)

### Мини-альбомы
- Dilute to Taste (1991)

### Демо
- Hunger for Demo (1987)
- Demo (1994)